# Forles
Forles ist ein Ort und eine ehemalige Gemeinde (Freguesia) im portugiesischen Kreis Sátão. Die Gemeinde hatte 65 Einwohner (Stand 30. Juni 2011).
Am 29. September 2013 wurden die Gemeinden Forles und Águas Boas zur neuen Gemeinde União das Freguesias de Águas Boas e Forles zusammengeschlossen.